# 96ste Oscaruitreiking
De uitreiking van de 96e Academy Awards of 96e Oscars, daarom ook wel 96ste Oscaruitreiking, vond plaats op 10 maart 2024 in het Dolby Theatre in Hollywood. De uitreiking van de Oscars werd georganiseerd door de Academy of Motion Picture Arts and Sciences (AMPAS) en eert de beste films van 2023. De ceremonie werd voor de vierde keer gepresenteerd door Jimmy Kimmel.
De nominaties werden op 23 januari aangekondigd door acteurs Zazie Beetz en Jack Quaid. Een shortlist van films die meedongen naar nominaties in tien categorieën werd op 21 december 2023 bekendgemaakt.
Martin Scorsese werd op 81-jarige leeftijd de oudste regisseur ooit die genomineerd werd voor de Oscar voor beste regie, waarmee hij het record van John Huston brak. Huston was in 1985 op 79-jarige leeftijd genomineerd voor Prizzi's Honor. De 91-jarige John Williams verbrak zijn eigen record als oudste genomineerde ooit. Lily Gladstone werd de eerste inheemse Amerikaan ooit die genomineerd werd voor beste vrouwelijke hoofdrol.

## Winnaars en genomineerden
De winnaars staan bovenaan in vet lettertype.

### Beste film
- Oppenheimer
  - American Fiction
  - Anatomy of a Fall
  - Barbie
  - The Holdovers
  - Killers of the Flower Moon
  - Maestro
  - Past Lives
  - Poor Things
  - The Zone of Interest

### Beste regisseur
- Christopher Nolan – Oppenheimer
  - Jonathan Glazer – The Zone of Interest
  - Yorgos Lanthimos – Poor Things
  - Martin Scorsese – Killers of the Flower Moon
  - Justine Triet – Anatomy of a Fall

### Beste mannelijke hoofdrol
- Cillian Murphy – Oppenheimer
  - Bradley Cooper – Maestro
  - Colman Domingo – Rustin
  - Paul Giamatti – The Holdovers
  - Jeffrey Wright – American Fiction

### Beste vrouwelijke hoofdrol
- Emma Stone – Poor Things
  - Annette Bening – Nyad
  - Lily Gladstone – Killers of the Flower Moon
  - Sandra Hüller – Anatomy of a Fall
  - Carey Mulligan – Maestro

### Beste mannelijke bijrol
- Robert Downey jr. – Oppenheimer
  - Sterling K. Brown – American Fiction
  - Robert De Niro – Killers of the Flower Moon
  - Ryan Gosling – Barbie
  - Mark Ruffalo – Poor Things

### Beste vrouwelijke bijrol
- Da'Vine Joy Randolph – The Holdovers
  - Emily Blunt – Oppenheimer
  - Danielle Brooks – The Color Purple
  - America Ferrera – Barbie
  - Jodie Foster – Nyad

### Beste originele scenario
- Anatomy of a Fall – Justine Triet en Arthur Harari
  - The Holdovers – David Hemingson
  - Maestro – Bradley Cooper en Josh Singer
  - May December – Samy Burch en Alex Mechanik
  - Past Lives – Celine Song

### Beste bewerkte scenario
- American Fiction – Cord Jefferson
  - Barbie – Greta Gerwig en Noah Baumbach
  - Oppenheimer – Christopher Nolan
  - Poor Things – Tony McNamara
  - The Zone of Interest – Jonathan Glazer

### Beste internationale film
- The Zone of Interest – Verenigd Koninkrijk
  - Io Capitano – Italië
  - Perfect Days – Japan
  - Society of the Snow – Spanje
  - The Teachers' Lounge – Duitsland

### Beste animatiefilm
- The Boy and the Heron – Hayao Miyazaki en Toshio Suzuki
  - Elemental – Peter Sohn en Denise Ream
  - Nimona – Nick Bruno, Troy Quane, Karen Ryan en Julie Zackary
  - Robot Dreams – Pablo Berger, Ibon Cormenzana, Ignasi Estapé en Sandra Tapia Díaz
  - Spider-Man: Across the Spider-Verse – Kemp Powers, Justin K. Thompson, Phil Lord, Christopher Miller en Amy Pascal

### Beste documentaire
- 20 Days in Mariupol – Mstyslav Chernov, Michelle Mizner en Raney Aronson-Rath
  - Bobi Wine: The People's President – Moses Bwayo, Christopher Sharp en John Battsek
  - The Eternal Memory – Maite Alberdi
  - Four Daughters – Kaouther Ben Hania en Nadim Cheikhrouha
  - To Kill a Tiger – Nisha Pahuja, Cornelia Principe en David Oppenheim

### Beste camerawerk
- Oppenheimer – Hoyte van Hoytema
  - El Conde – Edward Lachman
  - Killers of the Flower Moon – Rodrigo Prieto
  - Maestro – Matthew Libatique
  - Poor Things – Robbie Ryan

### Beste montage
- Oppenheimer – Jennifer Lame
  - Anatomy of a Fall – Laurent Sénéchal
  - The Holdovers – Kevin Tent
  - Killers of the Flower Moon – Thelma Schoonmaker
  - Poor Things – Yorgos Mavropsaridis

### Beste productieontwerp
- Poor Things – James Price, Shona Heath en Zsuzsa Mihalek
  - Barbie – Sarah Greenwood en Katie Spencer
  - Killers of the Flower Moon – Jack Fisk en Adam Willis
  - Napoleon – Arthur Max en Elli Griff
  - Oppenheimer – Ruth De Jong en Claire Kaufman

### Beste originele muziek
- Oppenheimer – Ludwig Göransson
  - American Fiction – Laura Karpman
  - Indiana Jones and the Dial of Destiny – John Williams
  - Killers of the Flower Moon – Robbie Robertson
  - Poor Things – Jerskin Fendrix

### Beste originele nummer
- "What Was I Made For?" uit Barbie – Muziek en tekst: Billie Eilish en Finneas O'Connell
  - "The Fire Inside" uit Flamin' Hot – Muziek en tekst: Diane Warren
  - "I'm Just Ken" uit Barbie – Muziek: Mark Ronson, tekst: Andrew Wyatt
  - "It Never Went Away" uit American Symphony – Muziek en tekst: Jon Batiste en Dan Wilson
  - "Wahzhazhe (A Song for My People)" uit Killers of the Flower Moon – Muziek en tekst: Scott George

### Beste geluid
- The Zone of Interest – Tarn Willers en Johnnie Burn
  - The Creator – Ian Voigt, Erik Aadahl, Ethan Van der Ryn, Tom Ozanich en Dean Zupancic
  - Maestro – Steven A. Morrow, Richard King, Jason Ruder, Tom Ozanich en Dean Zupancic
  - Mission: Impossible – Dead Reckoning Part One – Chris Munro, James H. Mather, Chris Burdon en Mark Taylor
  - Oppenheimer – Willie Burton, Richard King, Gary A. Rizzo en Kevin O'Connell

### Beste visuele effecten
- Godzilla Minus One – Takashi Yamazaki, Kiyoko Shibuya, Masaki Takahashi en Tatsuji Nojima
  - The Creator – Jay Cooper, Ian Comley, Andrew Roberts en Neil Corbould
  - Guardians of the Galaxy Vol. 3 – Stephane Ceretti, Alexis Wajsbrot, Guy Williams en Theo Bialek
  - Mission: Impossible – Dead Reckoning Part One – Alex Wuttke, Simone Coco, Jeff Sutherland en Neil Corbould
  - Napoleon – Charley Henley, Luc-Ewen Martin-Fenouillet, Simone Coco en Neil Corbould

### Beste kostuumontwerp
- Poor Things – Holly Waddington
  - Barbie – Jacqueline Durran
  - Killers of the Flower Moon – Jacqueline West
  - Napoleon – Janty Yates en Dave Crossman
  - Oppenheimer – Ellen Mirojnick

### Beste grime en haarstijl
- Poor Things – Nadia Stacey, Mark Coulier en Josh Weston
  - Golda – Karen Hartley Thomas, Suzi Battersby en Ashra Kelly-Blue
  - Maestro – Kazu Hiro, Kay Georgiou en Lori McCoy-Bell
  - Oppenheimer – Luisa Abel
  - Society of the Snow – Ana López-Puigcerver, David Martí en Montse Ribé

### Beste korte film
- The Wonderful Story of Henry Sugar – Wes Anderson en Steven Rales
  - The After – Misan Harriman en Nicky Bentham
  - Invincible – Vincent René-Lortie en Samuel Caron
  - Knight of Fortune – Lasse Lyskjær Noer en Christian Norlyk
  - Red, White and Blue – Nazrin Choudhury en Sara McFarlane

### Beste korte animatiefilm
- War Is Over! Inspired by the Music of John & Yoko – Dave Mullins en Brad Booker
  - Letter to a Pig – Tal Kantor en Amit R. Gicelter
  - Ninety-Five Senses – Jerusha Hess en Jared Hess
  - Our Uniform – Yegane Moghaddam
  - Pachyderme – Stéphanie Clément en Marc Rius

### Beste korte documentaire
- The Last Repair Shop – Ben Proudfoot en Kris Bowers
  - The ABCs of Book Banning – Sheila Nevins en Trish Adlesic
  - The Barber of Little Rock – John Hoffman en Christine Turner
  - Island in Between – S. Leo Chiang en Jean Tsien
  - Nǎi Nai & Wài Pó – Sean Wang en Sam Davis

## Films met meerdere nominaties
De volgende films ontvingen meerdere nominaties:
| Nominaties | Film                                          | Awards |
| ---------- | --------------------------------------------- | ------ |
| 13         | Oppenheimer                                   | 7      |
| 11         | Poor Things                                   | 4      |
| 10         | Killers of the Flower Moon                    |        |
| 8          | Barbie                                        | 1      |
| 7          | Maestro                                       |        |
| 5          | American Fiction                              | 1      |
| 5          | Anatomy of a Fall                             | 1      |
| 5          | The Holdovers                                 | 1      |
| 5          | The Zone of Interest                          | 2      |
| 3          | Napoleon                                      |        |
| 2          | The Creator                                   |        |
| 2          | Mission: Impossible – Dead Reckoning Part One |        |
| 2          | Nyad                                          |        |
| 2          | Past Lives                                    |        |
| 2          | Society of the Snow                           |        |